# Orciano di Pesaro
Orciano di Pesaro es una localidad italiana de la provincia de Pesaro y Urbino, región de las Marcas, con 2205 habitantes. Hasta 2017 tuvo el estatus de municipio, pero desde ese año integra junto a Barchi, Piagge y San Giorgio di Pesaro, la comune de Terre Roveresche.

## Evolución demográfica
| Gráfica de evolución demográfica de Orciano di Pesaro entre 1861 y 2001 |
|                                                                         |
| Fuente ISTAT - elaboración gráfica de Wikipedia                         |